# Eugnatha
Eugnatha – kohorta wijów z gromady dwuparców i podgromady Chilognatha.
Dwuparce te mają pleuryty zlane z tergitami w pleurotergity. Ich głowa wyposażona jest w gnatochilarium złożone przynajmniej ze sklerytów pieńków szczęk, blaszek językowych, bródki i głaszczków. U samców co najmniej ósma para odnóży przekształcona jest w gonopody. Ich budowa jest silnie zróżnicowana międzygatunkowo i pełni istotną rolę w diagnostyce. W grupie tej częste jest występowanie mechanizmu zamykającego przetchlinki. Gruczoły obronne mają kształt kulisty.
Krocionogi te rozsiedlone są kosmopolitycznie. Występują na wszystkich kontynentach oprócz Antarktydy, a ich zasięg pokrywa się z zasięgiem całej gromady, z wyjątkiem południowoatlantyckiej Wyspy Świętej Heleny. Na północy przekraczają koło podbiegunowe na Islandii, w Norwegii oraz na Półwyspie Jamalskim. Najszerzej rozprzestrzenieni są przedstawiciele nadrzędu Juliformia, który to pokrywa cały zasięg Eugnatha z wyjątkiem Sokotry, gdzie występują tylko węzławce.
Takson ten wprowadzony został w 1898 przez Carla Attemsa. Zalicza się doń 8 rzędów zgrupowanych w 3 nadrzędach:
- nadrząd: Juliformia Attems, 1926
  - rząd: Julida Brandt, 1833 – krocionogi właściwe
  - rząd: Spirobolida Cook, 1895
  - rząd: Spirostreptida Brandt, 1833
- nadrząd: Nematophora Verhoeff, 1913
  - rząd: Callipodida Pocock, 1894
  - rząd: Chordeumatida Pocock, 1894
  - rząd: Stemmiulida Cock, 1895
  - rząd: Siphoniulida Cook, 1895 – przez część autorów traktowane jako Eugnatha incertae sedis
- nadrząd: Merochaeta Cook, 1895
  - rząd: Polydesmida Pocock, 1887 – węzławce